# Nelonen (TV)
Nelonen ist ein privater finnischer Fernsehsender. Neben den zwei öffentlich-rechtlichen Sendern Yle TV1 und Yle TV2 und dem kommerziellen Sender MTV3 gehört Nelonen zu den vier größten Fernsehstationen von Finnland, das Programm wird national verbreitet.
Der Sender konzipiert sich, wie alle vier nationalen Sender, als Vollprogramm mit Nachrichten, Dokumentationen, Sport und Unterhaltung. Doch mehr als die Hälfte seines Programms sind eingekaufte amerikanische und europäische Unterhaltungsformate.
Nelonen startete am 1. Juni 1997; der größte Teil des Senders gehört Sanoma.

## Programm
Neben Nachrichten, Talkshows, Dokumentationen und Sport zeigt Nelonen unter anderem folgende Unterhaltungsformate:
Eigenproduktionen:
- Suomen Robinson (Survivor)
- Talo (Das Haus)
- Sillä Silmällä (Queer Eye For The Straight Guy)

Ausländische Importe:
- Täydelliset Naiset (Desperate Housewives)
- Lost
- Deadwood
- Battlestar Galactica
- NCIS
- The Shield – Gesetz der Gewalt
- Dr. Phil
- Digimon
- Beyblade
- SpongeBob Schwammkopf
- Tolle Trolle

## Empfang
- Antenne (digital und analog): Kanal 4
- Kabel (Elisa): Kanal 4